# Fuengirola
Fuengirola es un municipio de la provincia de Málaga, en Andalucía, España. Está situado en la costa central de la provincia e integrado en la comarca de la Costa del Sol Occidental y la mancomunidad de municipios homónima. Es la cabeza del partido judicial de Fuengirola.
El término municipal tiene una extensión de 10,37 km², urbanizados casi en su totalidad, y una altitud media de 5 m sobre el nivel del mar. Ocupa una estrecha franja costera de unos 8 kilómetros de longitud, con playas orientadas hacia el sureste. Con 85 598 habitantes según el censo de 2023, es el cuarto municipio más poblado de la provincia y uno de los de más alta densidad, con cerca de 8000 habitantes por km².
Fundada por los fenicios, por Fuengirola pasaron romanos, bizantinos, visigodos y musulmanes entre otros pueblos, hasta su incorporación definitiva a la Corona de Castilla en 1485. Frenado su desarrollo debido a la intensa piratería berberisca que sufrió la zona durante siglos, se constituyó en municipio tras segregarse de Mijas en 1841, siendo aún un pequeño pueblo de pescadores. En la actualidad, Fuengirola es un importante centro turístico que ronda los 250 000 habitantes durante los meses de verano y cuya economía gira en torno a este sector.

## Toponimia
El origen del topónimo Fuengirola parece ser castellano, ya que su etimología no guarda relación con los topónimos anteriores del lugar, sino con la existencia de unas fuentes y el vocablo girona, embarcación genovesa de frecuente presencia en la zona y dedicada al boliche. Boliche, por su parte, es el origen del nombre del barrio de Los Boliches, que antiguamente era una pedanía de pescadores separada del núcleo urbano central. Es tras la conquista cristiana en 1485 cuando comienza a llamarse a la localidad Font-jirola, que derivaría en Fuengirola posteriormente. Durante la época musulmana Fuengirola era conocida como Sohail o Suhayl (conservado en castillo Sohail), adaptación fonética influenciada por un nombre de persona y de estrella en árabe a partir de Suel, nombre romano anterior que a su vez se ha querido derivar del topónimo griego Syalis.

## Geografía

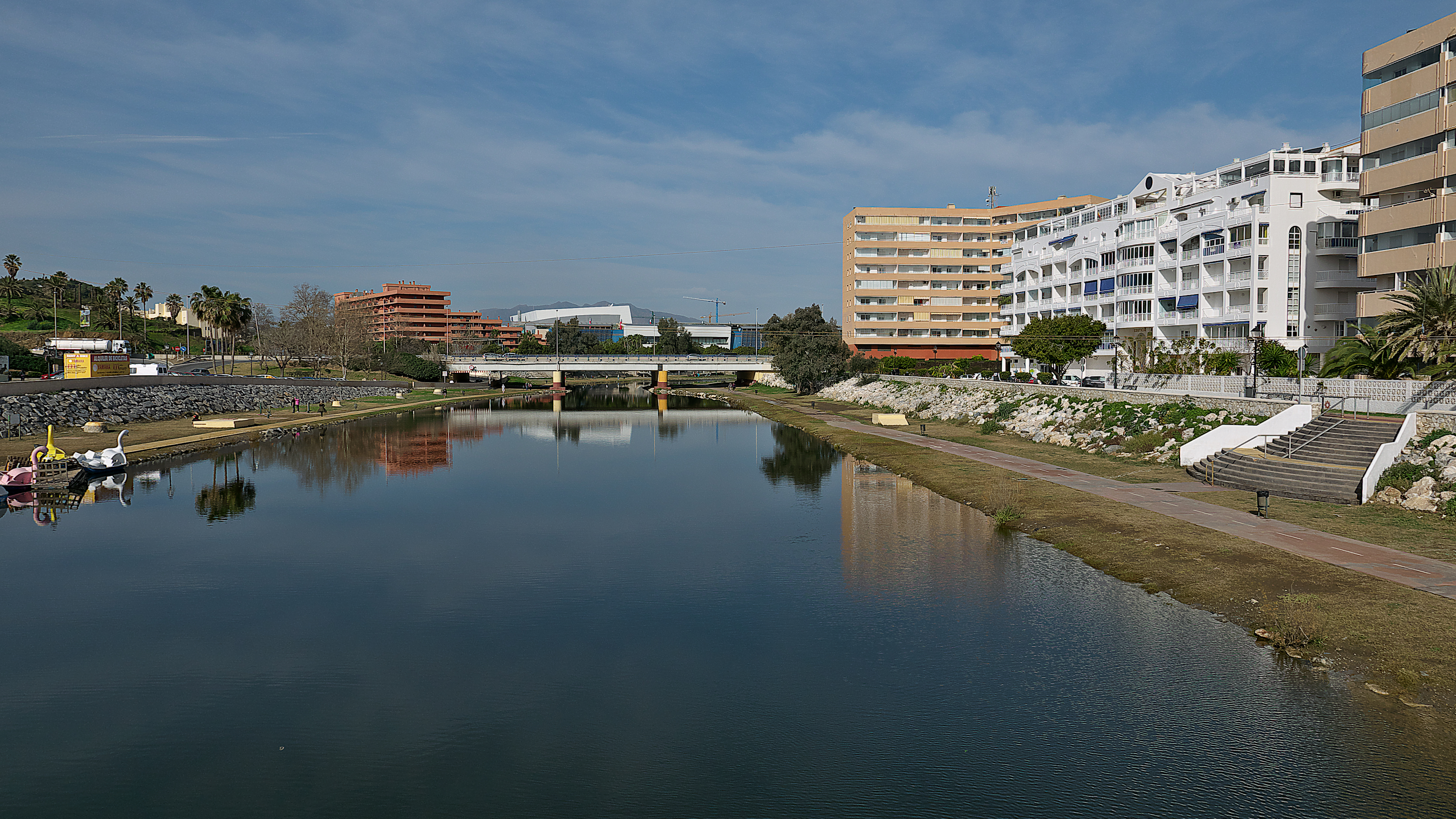
Río Fuengirola

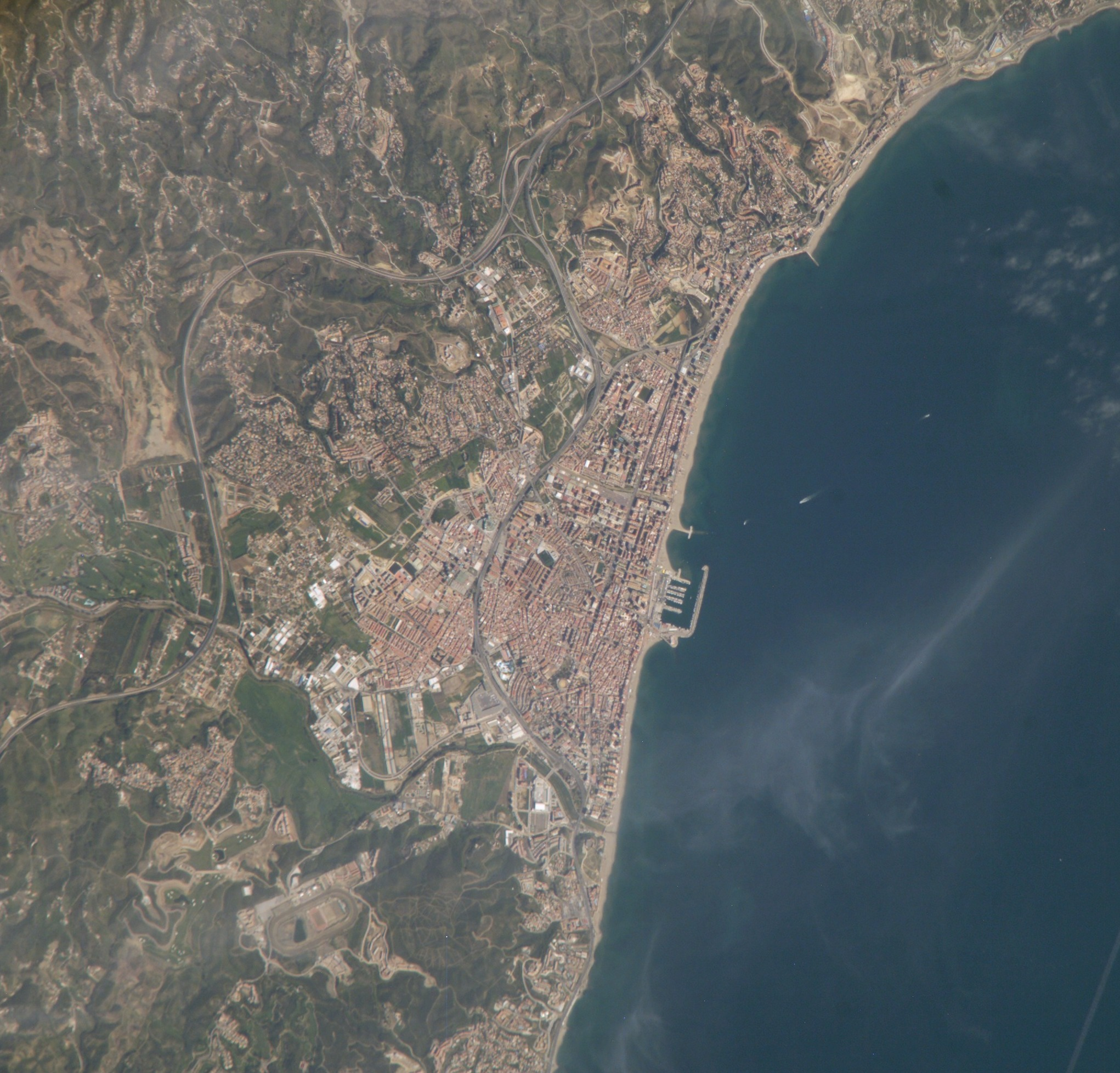
Vista satélite de Fuengirola

Situado a 33 kilómetros al suroeste de la ciudad de Málaga, el término municipal de Fuengirola limita al norte con los municipios de Benalmádena y Mijas, término este último con el que también limita al oeste y al sur. Al este lo baña el mar Mediterráneo.
| Noroeste: Mijas | Norte: Mijas          | Noreste: Benalmádena      |
| Oeste: Mijas    |                       | Este: Mar Mediterráneo    |
| Suroeste: Mijas | Sur: Mar Mediterráneo | Sureste: Mar Mediterráneo |

La franja costera del municipio de Fuengirola es, en general baja, con una altitud que oscila entre 0 y 5 m sobre el nivel del mar, excepto los barrios de Los Pacos, Torreblanca y Yeseras, y Carvajal, situados al norte, en una zona de colinas. Al suroeste, el límite con el municipio de Mijas lo constituye el río Fuengirola, que desemboca en la ciudad. El territorio también está atravesado por otros cursos de agua esporádicos y de carácter torrencial que bajan desde la sierra de Mijas. Se trata de un municipio eminentemente urbano, dado que la zona urbanizada ocupa casi la totalidad de los 10 km² del término municipal. El casco antiguo de la ciudad está situado en torno a la plaza de la Constitución. Al norte se encuentra el antiguo barrio de pescadores de Los Boliches, y alrededor de ambos, otros barrios de más reciente construcción: Miramar, San Cayetano, El Boquetillo, Pueblo López, Los Núcleos y los anteriormente citados Los Pacos, Torreblanca, Yeseras y Carvajal. Al oeste se encuentran los barrios de Las Lagunas, ya en el término municipal de Mijas, pero que forman parte del mismo entramado urbano de Fuengirola.

### Clima

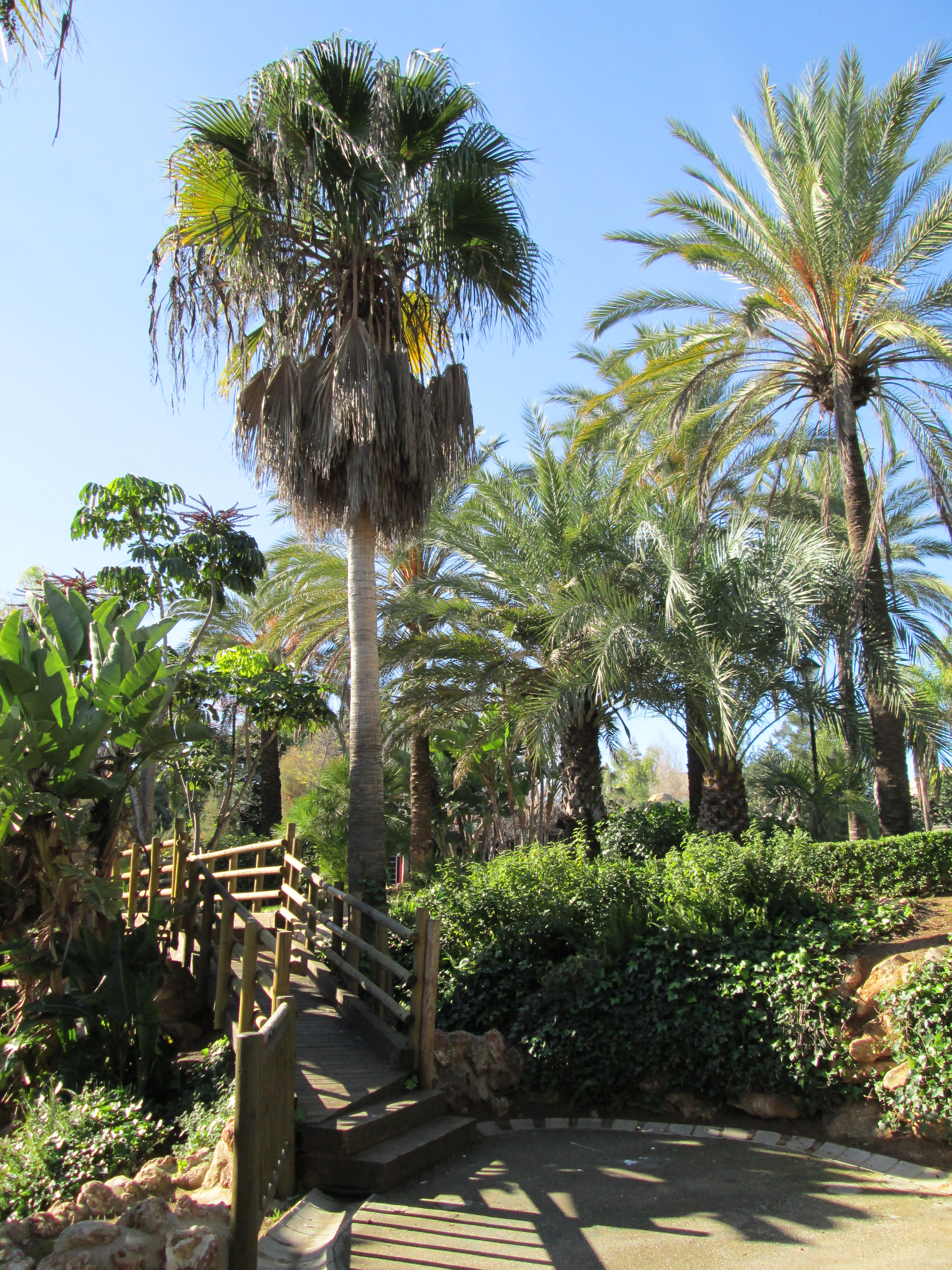
Parque del Sol

El clima es de tipo mediterráneo subtropical, con temperaturas medias anuales de 18 °C, precipitaciones anuales de 500 l/m², y unas 3000 horas de sol al año. El verano es caluroso, llegando a superar los 35 °C en algunas ocasiones, mientras que los inviernos son en general suaves.

### Flora y fauna
En aguas de Fuengirola y Mijas, en los alrededores de la Punta de Calaburras, donde según algunos expertos empieza el Mediterráneo biológico, se encuentra el único punto de la costa europea donde conviven algas típicamente mediterráneas con otras exclusivamente atlánticas. También se encuentran algunas manchas de zostera marina, fanerógama marina asociada con los peces góbidos, erizos, estrellas de mar, caballitos de mar y moluscos. Sin embargo, esta riqueza submarina se ve gravemente afectada por frecuentes vertidos de aguas residuales.
Debido a la fuerte urbanización del municipio, la única presencia significativa de fauna corresponde a las aves. Por la menor afluencia de gente a la playa, desde septiembre a mayo es la época en la que se concentra una mayor variedad de especies, entre las que se cuentan la pardela cenicienta, el alcatraz atlántico, la espátula común, la cigüeñuela común, la avoceta común, la gaviota cabecinegra y la pagaza piconegra, también es frecuente ver salamanquesas comunes en los alumbrados.

## Historia

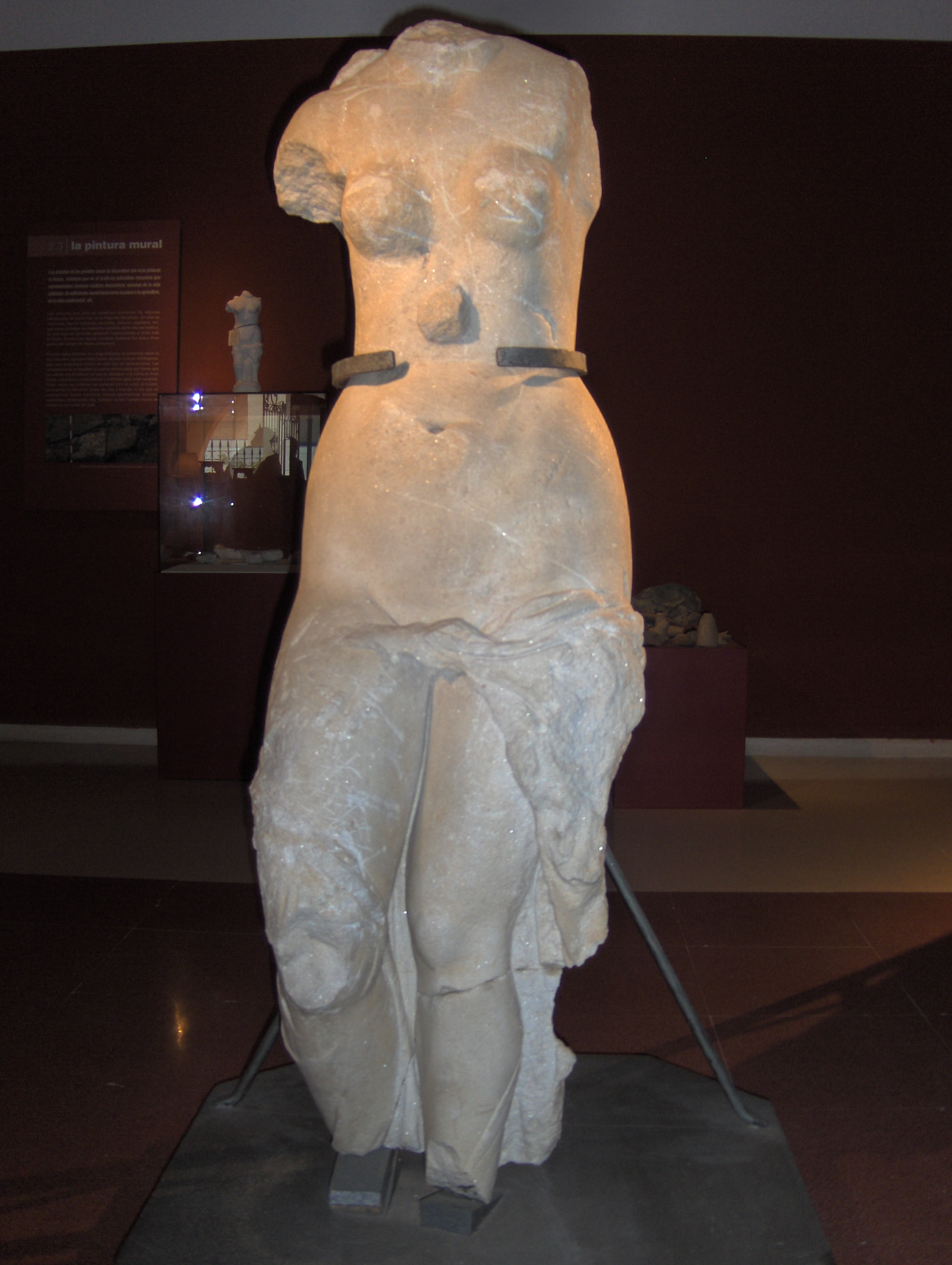
Venus de Fuengirola, escultura romana fechada en el, hallada en la finca del Secretario

Fuengirola fue fundada por los fenicios, aunque se cree que anteriormente fue un asentamiento bástulo. En los textos de Hecateo, en el 500 a. C., se hace mención a Syalis, lo que hace pensar que posiblemente podría haber sido una de las colonias púnicas de la costa malagueña. Este mismo nombre lo reproducen Mela, Ptolomeo o Plinio, que la sitúa entre Malaca y Sálduba como un poblado fortificado. A partir del siglo III a. C. y tras la segunda guerra púnica, Syalis, al igual que todos los asentamientos ubicados en el sur de Hispania, pasa a ser dominio romano.

### Suel
Durante la presencia romana Syalis pasa a denominarse Suel. En la localidad, que llegó a ser una ciudad federada, los romanos dejaron restos como las termas de Torreblanca, la villa de la finca del Secretario o los saladeros de pescado que se encuentran en las faldas del monte del castillo. En el municipio se han encontrado restos arqueológicos de valor, entre ellos, una estatua de la diosa Venus y un ara funeraria cuya importancia radica en su inscripción, que contiene el gentilicio Suelitana.
Ocupada la zona por los vándalos a partir del siglo V y posteriormente por los bizantinos, la villa quedó abandonada por causas desconocidas. Se apunta a varias de ellas como la destrucción por un maremoto o la retirada obligada de la población a las montañas por la reaparición de la piratería o debido a las hordas visigodas.

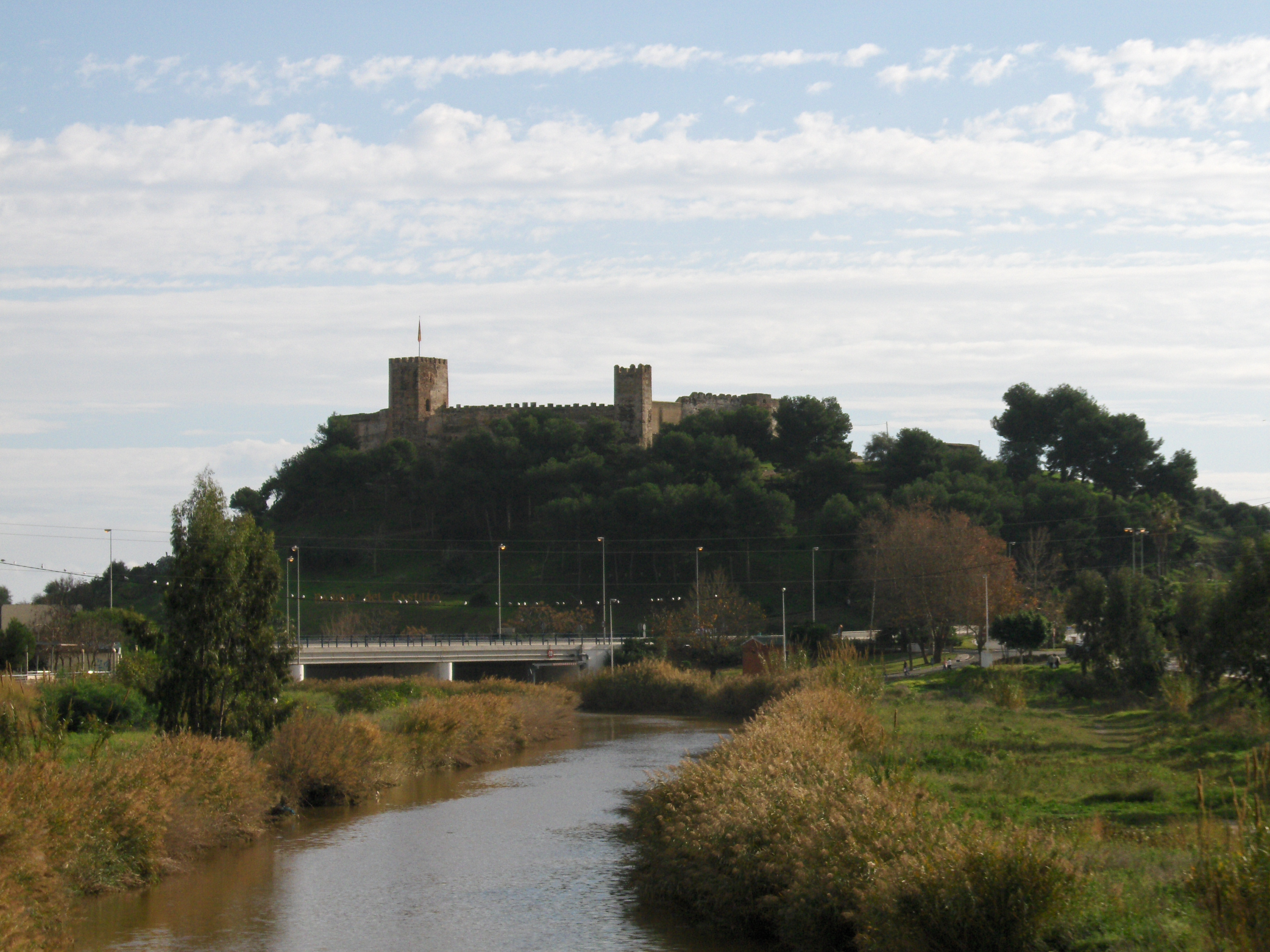
Castillo Sohail

### Sohail
Tras este lapso sin información sobre la villa, conquistaron la zona los árabes, provenientes del norte de África. Pasó entonces a llamarse Sohail (o Suhayl), al igual que el castillo que dominaba la población. El castillo fue llamado así porque, según la leyenda, la estrella de Sohail (la Canopus de los romanos, que es la más brillante del hemisferio sur y guía de los nómadas del desierto) solo podría ser contemplada desde este castillo. Poseía entonces Sohail un término bastante extenso, fértil y con pequeños villares. En la villa nacieron escritores y poetas ilustres, como es el caso de As-Suheli, pero sería incendiada y de nuevo los vecinos se retiraron a las montañas de Mijas.

### Conquista cristiana
El 7 de agosto de 1485 el castillo de Sohail es conquistado por las tropas cristianas, estando al mando de la escuadra el conde de Trivento, Galcerán de Requesens, y de las tropas de tierra el marqués de Cádiz, Rodrigo Ponce de León. Tras la conquista hubo un intento de repoblar el lugar con 30 vecinos, pero la amenaza de invasiones provenientes del norte de África y otros factores como la escasez de tierras cercanas a Fuengirola para comprar, explican el fracaso de la repoblación y en 1511 aparece la zona como despoblada, quedando reducida a una fortaleza defensiva y de vigilancia costera.

### Edad Moderna

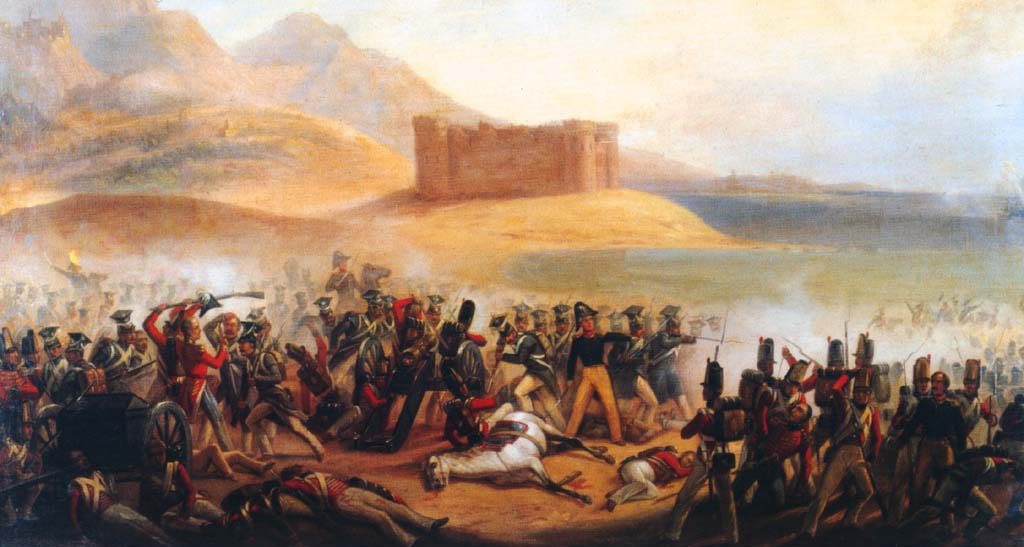
Batalla de Fuengirola, óleo de Jan Suchodolski

Fuengirola pasaría a depender del municipio de Mijas y poco a poco iría apareciendo un núcleo de población en la costa al disminuir la amenaza de invasiones. La nueva población ya no se asentaría en el mismo lugar donde lo hicieran fenicios, romanos o árabes, sino al otro lado del río, donde a principios del siglo XVIII surge una venta cercana a la playa, que serviría de hospedaje a transeúntes, arrieros y gentes de la mar. Junto a la venta comenzaron a levantarse algunas chozas, formándose así un pequeño poblado.

### Edad Contemporánea
Durante la Guerra de Independencia Española, el castillo Sohail estuvo en manos de los franceses como consecuencia de la ocupación gala de España, siendo el escenario de la llamada batalla de Fuengirola, que enfrentó a un ejército hispano-británico contra una guarnición polaca al servicio de Francia.
En 1822 unos vecinos solicitan la creación de una casa consistorial en la localidad a la Diputación Provincial de Málaga, fundamentando su segregación de Mijas en la posesión de un censo de mil habitantes, una próspera economía basada en la actividad pesquera y portuaria y en los perjuicios que experimentaban respecto a los habitantes de Mijas. El consistorio mijeño, por su parte, remitió un informe minimizando la actividad pesquera y en el que se señalaba que el censo de Fuengirola era de solo 409 personas. La Diputación dio la razón al Ayuntamiento de Mijas y Fuengirola tuvo que esperar hasta 1841 para constituir su propio ayuntamiento. El municipio de Fuengirola se consideró perjudicado por el reducido territorio que recibió e intentaría ampliarlo en distintos momentos a lo largo de los siglos XIX y XX.
El ferrocarril llegó a la ciudad en 1916 y el coche en los años 1920. A partir de la década de 1930 comienzan a construirse hoteles en primera línea de playa. Son los inicios de la avalancha de turistas que desde los años 1960 no ha cesado de llegar a Fuengirola (iniciado durante el milagro económico español (1959-1973)), transformando por completo al municipio.

## Demografía
Fuengirola cuenta con una población de 85 859 habitantes (INE 2024).
| Gráfica de evolución demográfica de Fuengirola entre 1842 y 2021                                                    |
| |
| Población de derecho según los censos de población del INE Población de hecho según los censos de población del INE |

Según datos del INE, Fuengirola contaba en 2023 con una población de 85 598 habitantes, situándose como el cuarto municipio más poblado de la provincia de Málaga, solo por detrás de la capital, Marbella y Mijas. La evolución demográfica de Fuengirola desde mediados del siglo XX es un caso análogo al de otros puntos de la costa mediterránea española, presentando un fuerte aumento con un saldo vegetativo y migratorio positivo, provocado por el desarrollo del sector turístico. No obstante los datos de la siguiente tabla, según un estudio de la Mancomunidad de Municipios de la Costa del Sol Occidental basado en la producción de residuos sólidos urbanos, en 2003 Fuengirola tenía una población real de unos 116 000 habitantes. Perteneciente al mismo núcleo urbano de Fuengirola se encuentra la localidad mijeña de Las Lagunas, con una población aproximada de 50 000 habitantes, funcionando ambas como ciudades gemelas y sumando en total 132 000 habitantes.
Con más de 7700 hab./km², Fuengirola es uno de los municipios de Andalucía con una mayor densidad poblacional, y también presenta una de las tasas de extranjería más altas de la comunidad, con más de un 30 % de la población procedente de otros países, principalmente europeos (Reino Unido, Irlanda, Finlandia, Dinamarca y Suecia, entre otros), y de Marruecos, países sudamericanos (Ecuador, Colombia y Argentina) y China.

## Economía

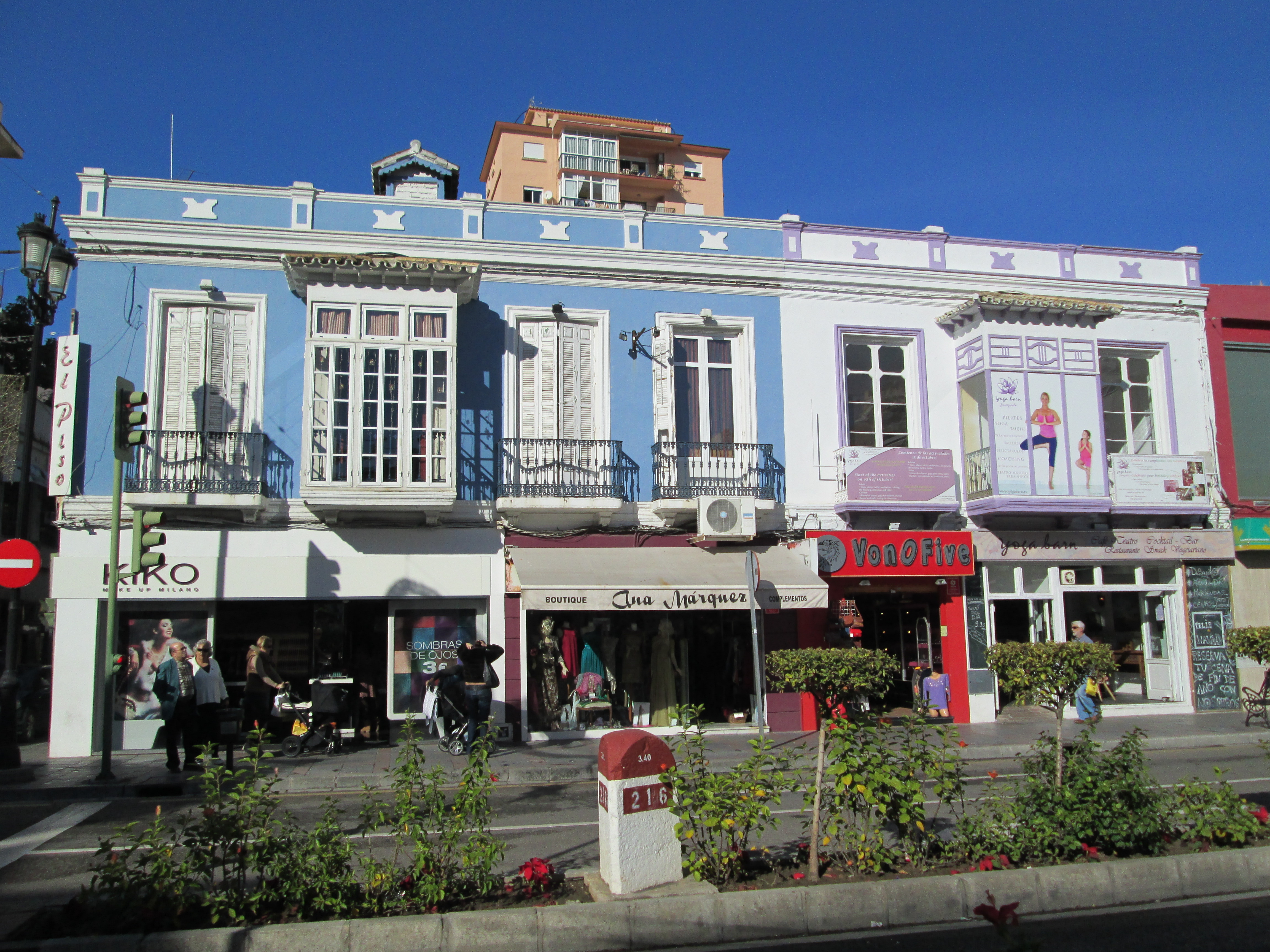
Viviendas típicas con comercios en la avenida del Conde de San Isidro

Enclavada en la Costa del Sol, las actividades económicas principales son las relacionadas con el sector turístico. Como otros municipios de su entorno, el desarrollo de Fuengirola se ha caracterizado por un proceso de ocupación masiva de su territorio que ha agotado la casi totalidad del suelo disponible, conformando una economía altamente terciarizada, centrada en la actividad turística y el ocio y con una notoria dependencia de la actividad inmobiliaria.
La bondad del clima permite que reciba visitantes durante todo el año, si bien es durante el periodo estival cuando la población se ve multiplicada por la gran afluencia de turistas, tanto españoles como de otras nacionalidades. La oferta hotelera estaba compuesta en 2008 por 8620 plazas de hotel y 907 en hostales y pensiones, en un total de 45 establecimientos, de los que siete son de cuatro estrellas.
Las actividades agropecuarias e industriales son meramente anecdóticas. La superficie de cultivo apenas alcanza 30 ha, ocupadas por aguacates, plantas ornamentales y olivar, mientras que el censo ganadero lo componen 25 bovinos y un menor número de cabezas de las restantes cabañas.
La activad pesquera del puerto de Fuengirola, que en el año 1970 llegó a tener una flota compuesta por 26 barcos de cerco, 7 de arrastre y 35 artesanales dedicados principalmente al marisqueo, y que llegó a ser el puerto de mayor relevancia de la provincia de Málaga, se ha visto drásticamente reducida. A principios del siglo XXI, cinco barcos de cerco obtienen sardinas, boquerones y jureles, mientras que con los barcos de arrastre se consigue pulpo, besugo, salmonetes, lenguado, calamares, gambas, cigalas, coquinas y almejas, entre otras especies. No obstante, a pesar del declive de la pesca, la productividad del puerto continúa gracias a las actividades recreativas.

## Transporte y comunicaciones

#### Red viaria
Fuengirola está comunicada con las localidades vecinas costeras a través de la autovía del Mediterráneo (A-7) y la AP-7, que la comunican con Málaga y su aeropuerto, por un lado, y con Marbella y Algeciras, por el otro. La A-7, además, hace la función de carretera de circunvalación. Completan la red viaria, la A-7053, que comunica Fuengirola con el Valle del Guadalhorce y el interior de la provincia a través del puerto de pescadores y la A-387, que la enlaza con Mijas Pueblo.

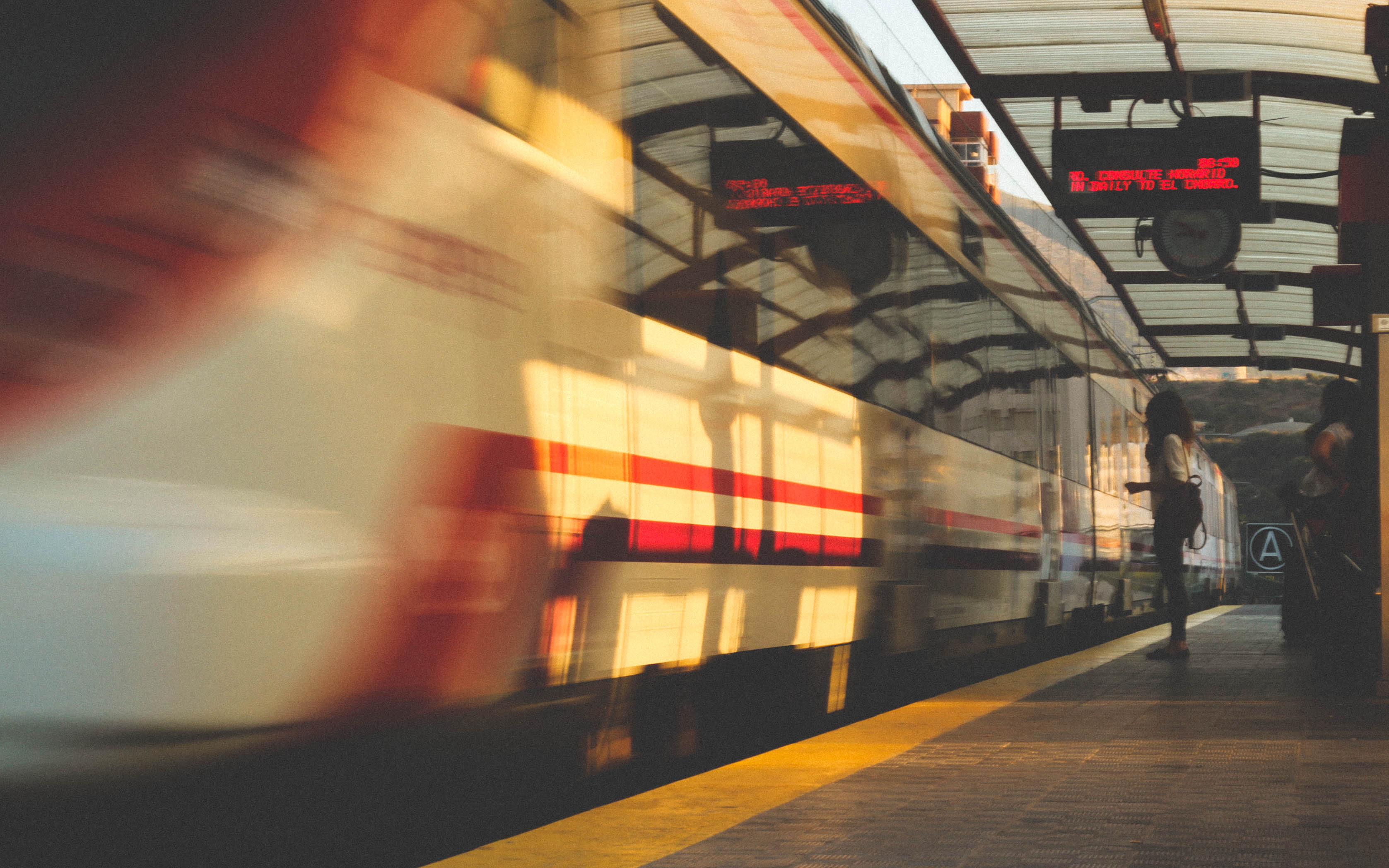
Estación de Los Boliches

#### Transporte público
Ferrocarril
La estación de Fuengirola es la última estación de la línea C-1 del Cercanías Málaga, que comunica la ciudad con Benalmádena, Torremolinos y Málaga, además del Aeropuerto de Málaga. Otras tres estaciones de esta línea se ubican en el municipio: Los Boliches, Torreblanca y Carvajal. Por otro lado, el proyecto del Corredor de la Costa del Sol conectará en un futuro a la ciudad con Marbella y otros municipios situados al oeste.
Autobuses interurbanos
Además del servicio de cercanías, también existe un servicio regular de autobuses interurbanos que comunican la ciudad con Algeciras, Benalmádena, Cádiz, Coín, Córdoba, Granada, Jerez, La Línea de la Concepción, Málaga, Marbella, Mijas, Ronda, Sevilla y Torremolinos.
Fuengirola no está formalmente integrada en el Consorcio de Transporte Metropolitano del Área de Málaga, por lo que dentro de su término municipal no se puede adquirir ni recargar el Billete Único, lo que obliga a sus ciudadanos a desplazarse a otras localidades aledañas, como Mijas o Benalmádena para poder adquirirlo.
Autobuses urbanos
La red de autobuses urbanos de Fuengirola es gratuita para los residentes y está formada por cinco líneas que realizan los siguientes recorridos:
| Línea | Trayecto                 |
| ----- | ------------------------ |
| L1    | C. C. Miramar - Carvajal |
| L2    | Boquetillo - Centro      |
| L3    | Calerita - Mercacentro   |
| L4    | Los Pacos - Boliches     |
| L5    | Torreblanca - Boliches   |

#### Transporte marítimo

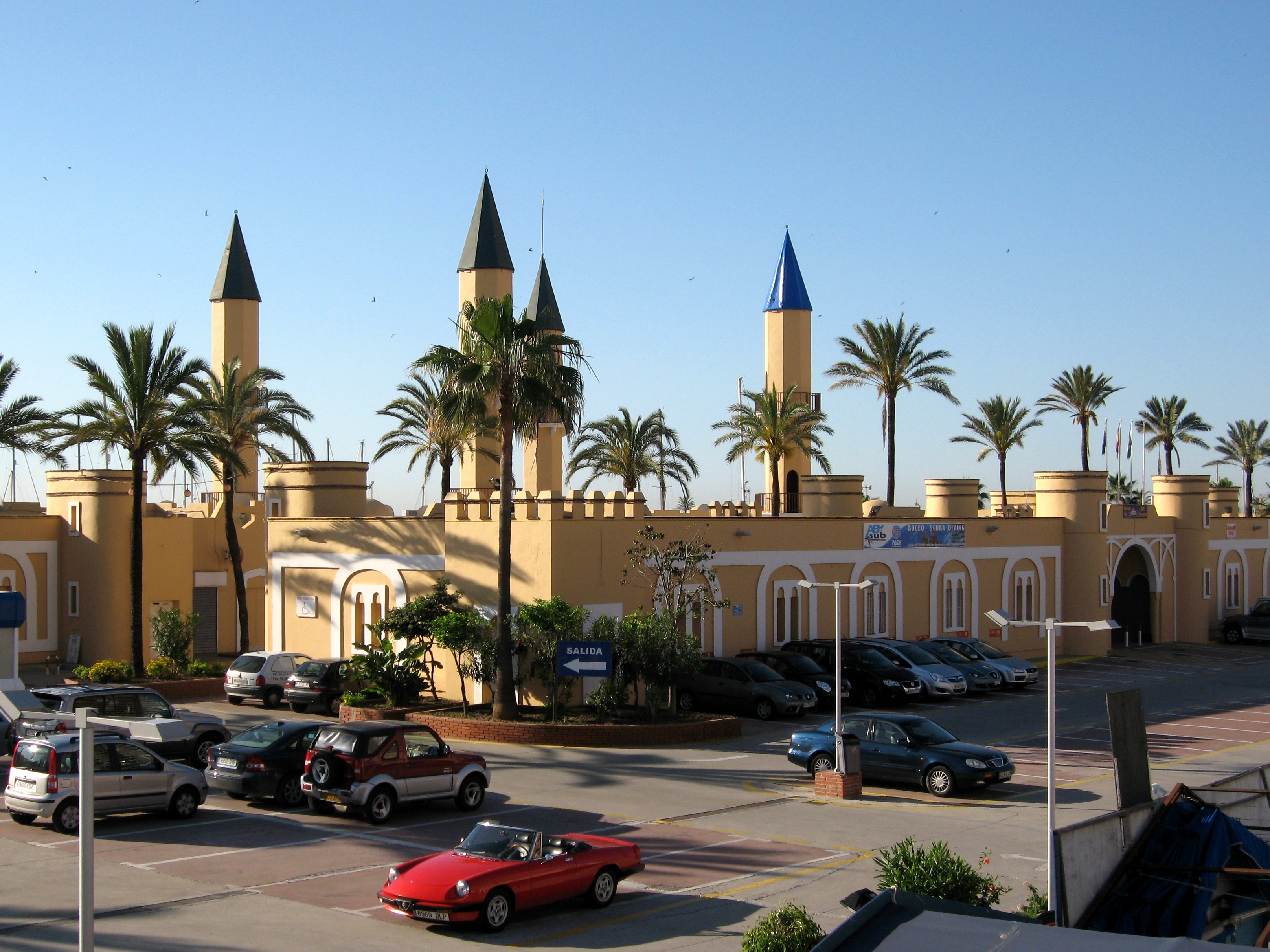
Instalaciones del puerto deportivo

El puerto de Fuengirola es de uso deportivo y pesquero y no se utiliza para el transporte de pasajeros, excepto por un ferry, el Starfish, que lo une con el puerto de Benalmádena realizando travesías diarias durante la temporada turística alta y dos veces a la semana durante la temporada baja.

##### Características del puerto
- Coordernadas: Morro del dique
- Latitud: 36°32′35.04″ N
- Longitud: 4°36′50.62″ O
- Balizamiento: Luz roja
- Carta Náutica: 455
- Función: Deportiva y Pesquera
- Número de atraques: 226
- Zona de servicio
- Total: 268 004 m²
- Agua: 146 207 m²
- Tierra: 121 797 m²

## Monumentos y lugares de interés

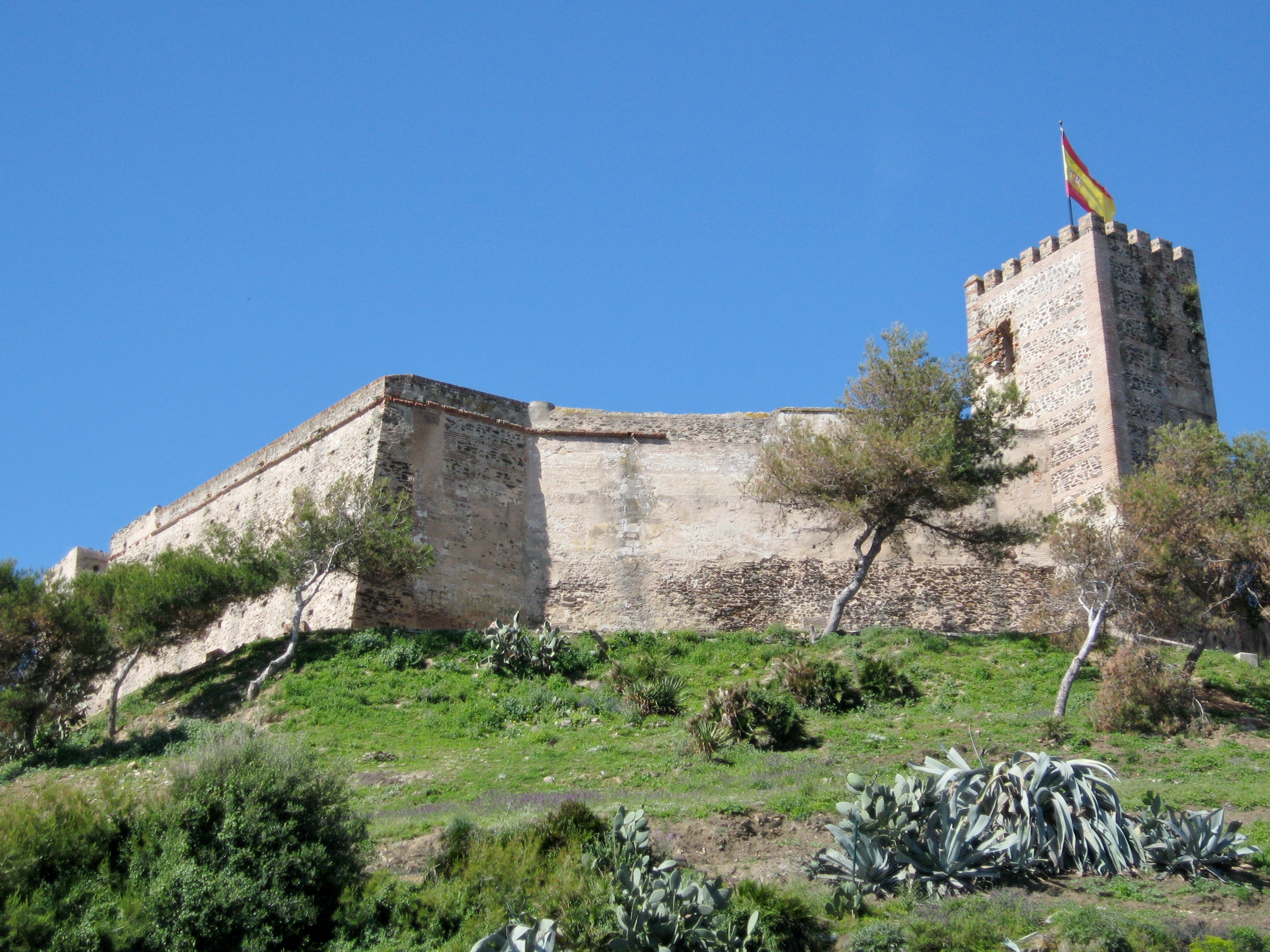
Castillo Sohail

- Castillo Sohail: alcazaba árabe levantada sobre una fortaleza romana anterior. Se encuentra sobre una pequeña colina aislada junto a la desembocadura del río Fuengirola. La mayor parte de lo que hoy puede contemplarse es de la época del califal de Abderramán III, quien mandó construir el castillo en el año 956. También se han encontrado vestigios fenicios y púnicos en sus alrededores, en los yacimientos de Suel y Finca Acevedo.[35][36]
- Finca del Secretario: yacimiento arqueológico romano datado entre los siglos I y V. Está situado junto al Arroyo Pajares, en el barrio de Los Pacos. El complejo se encuentra dividido en dos por la N-340 y presenta dos zonas diferenciadas, una factoría de salazón y una zona termal. Destaca una sala porticada decorada con mosaicos y con dos praefurnium (hornos) para la calefacción de las termas.[37]
- Termas de Torreblanca: yacimiento arqueológico de origen romano descubierto en 1991. Consta de los restos de un edificio termal en buen estado de conservación.Imagen aérea de los murales del barrio de El Boquetillo

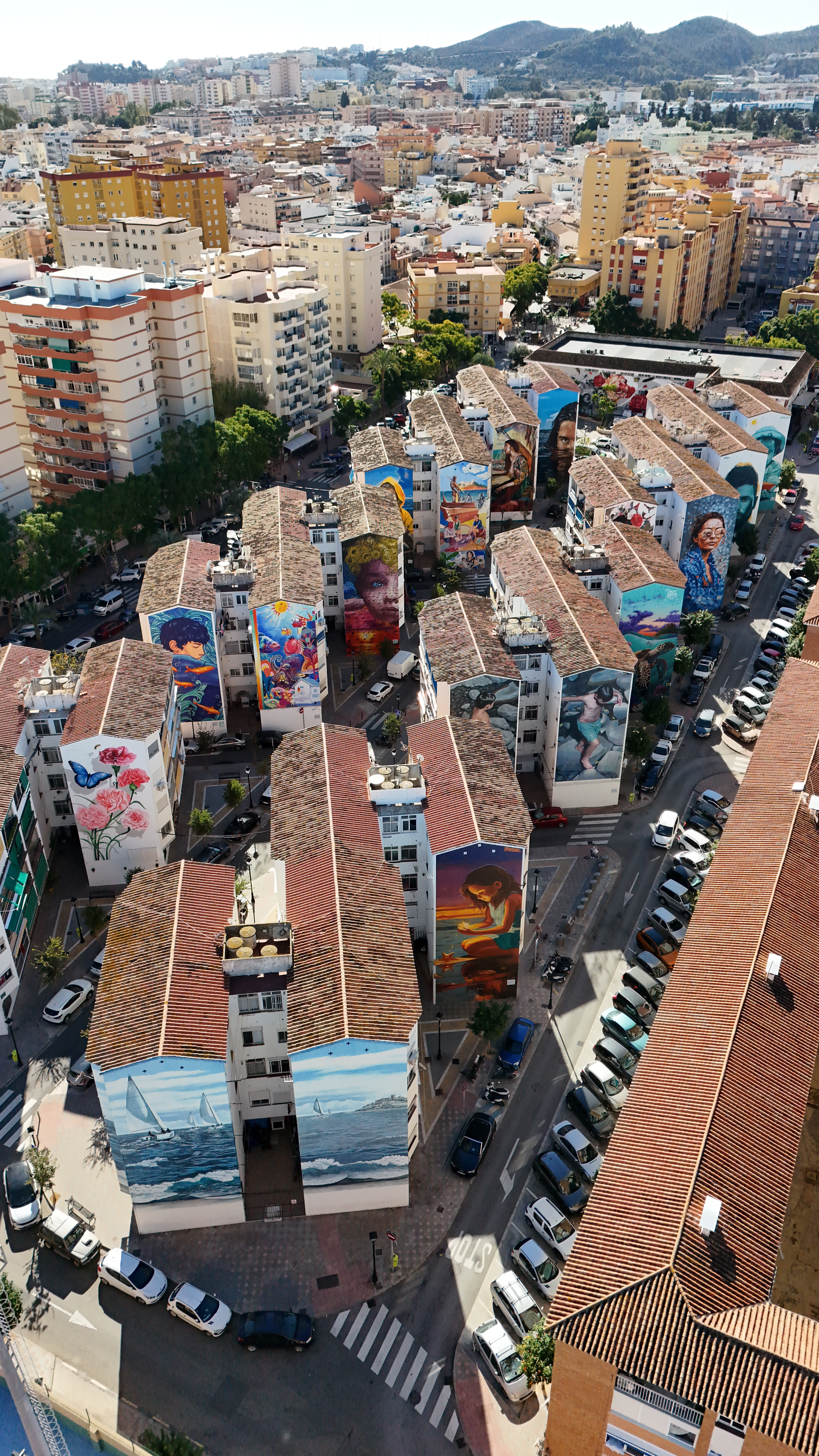
Imagen aérea de los murales del barrio de El Boquetillo

- Paseo de Los Murales: es un conjunto de 20 murales en fachadas laterales de edificios del barrio conocido como El Boquetillo. Se ha convertido en un referente regional del arte urbano, siendo algunos de los murales premiados con diferentes premios internacionales.[38][39]
- Iglesia de Nuestra Señora del Rosario: principal templo católico de la ciudad, situado en la plaza de la Constitución. Destaca la portada de estilo barroco formada por dos pilastras y un frontón partido, aunque la actual iglesia data de los años 1940.[40]
- Bioparc Fuengirola: inaugurado en 1978, siendo remozado y ampliado en diversas ocasiones, tiene una superficie de 2 ha y unos 1300 animales de 140 especies diferentes.[41]
- Arquitectura contemporánea: Fuengirola cuenta con tres edificios incluidos en el catálogo del Instituto Andaluz del Patrimonio Histórico como ejemplos notables de la arquitectura del Movimiento Moderno: los apartamentos Ópera, obra de 1962 del arquitecto Andrés Escassi; el edificio la Galería, situado en el paseo marítimo; y la piscina municipal cubierta, del arquitecto Luis Machuca Santacruz, construida en 1999.[42]

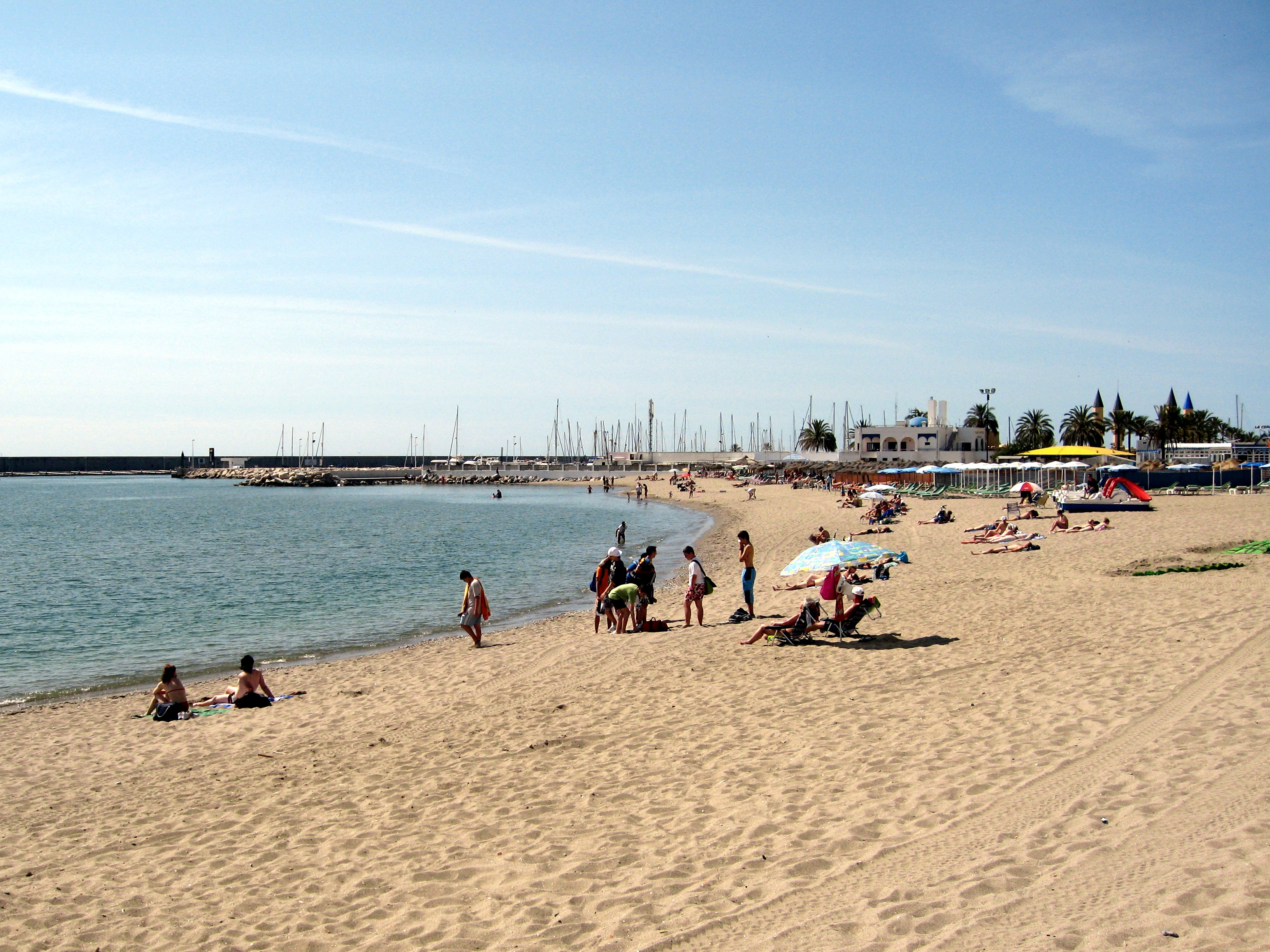
Una playa de Fuengirola

### Playas
Los ocho kilómetros del litoral de Fuengirola se dividen en siete playas, según la administración local. Todas las playas son de carácter urbano y aptas para el baño. En 2009 Fuengirola se convirtió en el único municipio de España en el que todas sus playas han sido galardonadas con la bandera azul. Sin embargo, este hecho contrasta con las quejas de empresarios y ciudadanos por la calidad de las aguas y por el retraso de la puesta en funcionamiento de la correspondiente depuradora dentro del sistema de saneamiento integral de la Costa del Sol.
En general, las playas de Fuengirola son bajas y arenosas y de aguas tranquilas, aunque requieren de aportaciones anuales de arena, que suele ser de grano fino dorado u oscuro. Todas son accesibles desde el paseo marítimo y presentan un alto grado de ocupación. De norte a sur las playas son las siguientes: Carvajal, Torreblanca, Los Boliches-Las Gaviotas, la playa de las gaviotas cuenta con una playa adaptada para discapacitados, San Francisco, Fuengirola, Santa Amalia y Ejido-Castillo, en la cual se encuentra una parcela dedicada a playa para perros.

## Administración y política

### Gobierno municipal

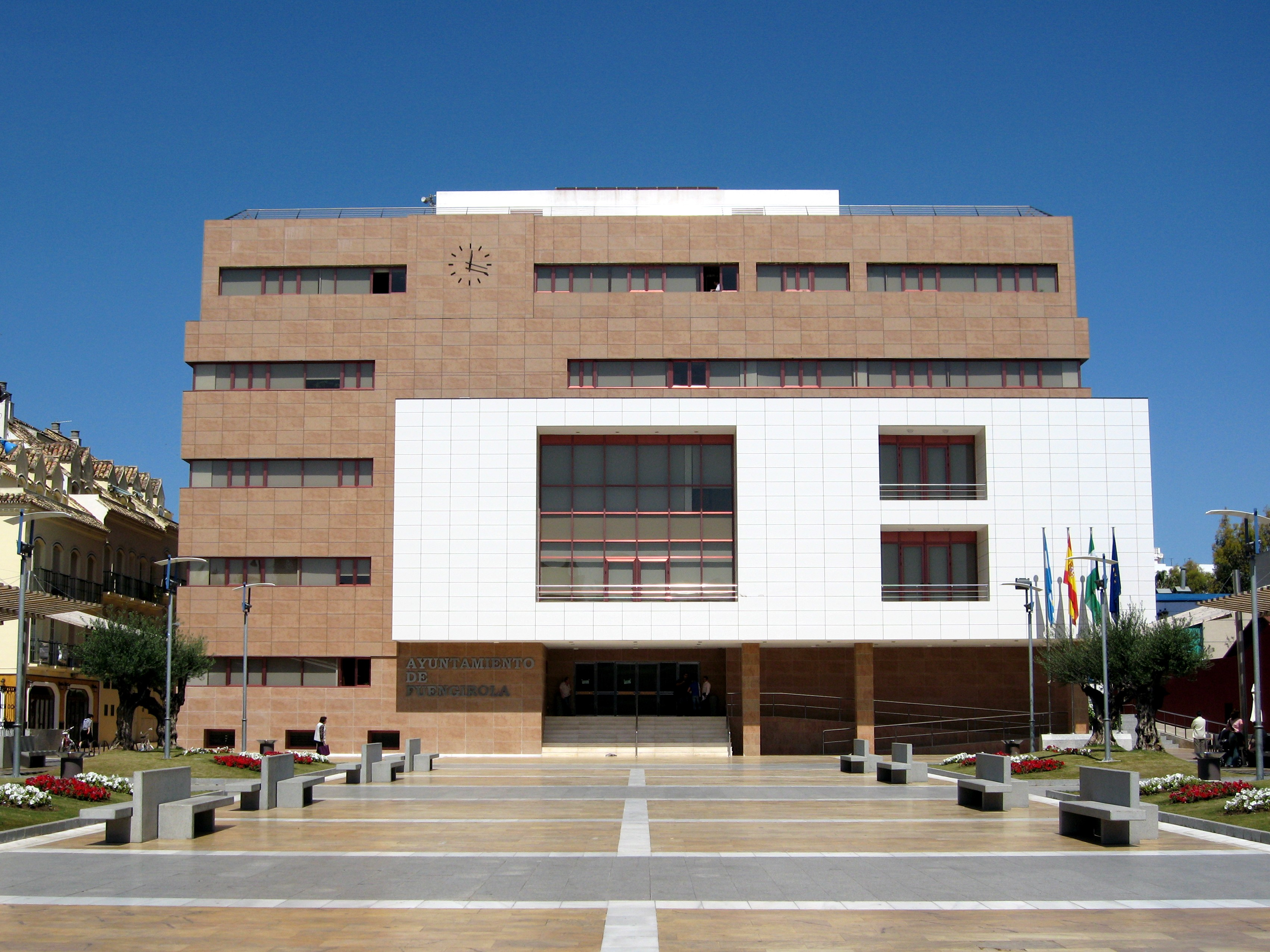
Ayuntamiento de Fuengirola

La administración política de la ciudad se realiza a través de un Ayuntamiento de gestión democrática cuyos componentes se eligen cada cuatro años por sufragio universal. El censo electoral está compuesto por todos los residentes empadronados en Fuengirola mayores de 18 años y nacionales de España y de los restantes Estados miembros de la Unión Europea. Según lo dispuesto en la Ley del Régimen Electoral General, que establece el número de concejales elegibles en función de la población del municipio, la corporación municipal de Fuengirola está formada por 25 concejales.
Las primeras elecciones municipales tras la restauración de la democracia en España fueron ganadas por el Partido Socialista Obrero Español, que se mantuvo al frente del consistorio hasta 1991. Después ocupó el cargo de alcaldesa Esperanza Oña, del Partido Popular, tras ganar las elecciones en cinco ocasiones consecutivas. La actual alcaldesa, del mismo partido, es Ana María Mula.
| Periodo   | Nombre                      | Partido | Partido                                  |
| --------- | --------------------------- | ------- | ---------------------------------------- |
| 1979-1983 | Luis Pagán Saura            |         | Partido Socialista Obrero Español (PSOE) |
| 1983-1991 | Sancho Adam Valverde        |         | Partido Socialista Obrero Español (PSOE) |
| 1991-1993 | María Esperanza Oña Sevilla |         | Partido Popular (PP)                     |
| 1993-1995 | Luis Pagán Saura            |         | Partido Socialista Obrero Español (PSOE) |
| 1995-2014 | María Esperanza Oña Sevilla |         | Partido Popular (PP)                     |
| 2014-act. | Ana María Mula Redruello    |         | Partido Popular (PP)                     |

| Partido político                                | 2023             | 2023             | 2023             | 2019   | 2019  | 2019       | 2015   | 2015  | 2015       | 2011   | 2011  | 2011       | 2007   | 2007  | 2007       | 2003   | 2003  | 2003       |
| Partido político                                | Votos            | %                | Concejales       | Votos  | %     | Concejales | Votos  | %     | Concejales | Votos  | %     | Concejales | Votos  | %     | Concejales | Votos  | %     | Concejales |
| Partido Popular (PP)                            | 13 332           | 55,67            | 15               | 12 464 | 51,12 | 15         | 11 668 | 49,66 | 14         | 16 015 | 64,48 | 18         | 13 564 | 57,98 | 16         | 13 250 | 54,88 | 16         |
| Partido Socialista Obrero Español (PSOE)        | 4898             | 20,45            | 5                | 5460   | 22,39 | 6          | 4722   | 20,10 | 5          | 5032   | 20,26 | 5          | 6588   | 28,16 | 8          | 7313   | 30,29 | 8          |
| Vox                                             | 2656             | 11,09            | 3                | 1399   | 5,73  | 1          | —      | —     | —          | —      | —     | —          | —      | —     | —          | —      | —     | —          |
| Con Andalucía-Izquierda Unida (IU)              | 1845             | 7,70             | 2                | 1342   | 5,50  | 1          | 1691   | 7,20  | 2          | 2122   | 8,54  | 2          | 1030   | 4,40  | 0          | 857    | 3,55  | 0          |
| Ciudadanos (CS)                                 | 979              | 4,08             | 0                | 2409   | 9,88  | 2          | 2341   | 9,96  | 2          | —      | —     | —          | —      | —     | —          | —      | —     | —          |
| Podemos-Costa del Sol Sí Puede Tic Tac (CSSPTT) | En Con Andalucía | En Con Andalucía | En Con Andalucía | 941    | 3,85  | 0          | 2034   | 8,66  | 2          | —      | —     | —          | —      | —     | —          | —      | —     | —          |
| Partido Andalucista (PA)                        | —                | —                | —                | —      | —     | —          | 474    | 2,02  | 0          | 850    | 3,42  | 0          | 1549   | 6,62  | 1          | 1365   | 5,65  | 1          |

### Consulados
Cuentan con consulado en Fuengirola los estados de Alemania, Noruega, Irlanda, Islandia, Perú y Estados Unidos.

### Justicia
Fuengirola es la cabeza del partido judicial número 5 de la provincia de Málaga, cuya demarcación comprende a la ciudad y al municipio de Mijas, atendiendo a una población aproximada de 139 000 habitantes en cinco juzgados de primera instancia, cuatro de instrucción y uno de Violencia de género

## Cultura

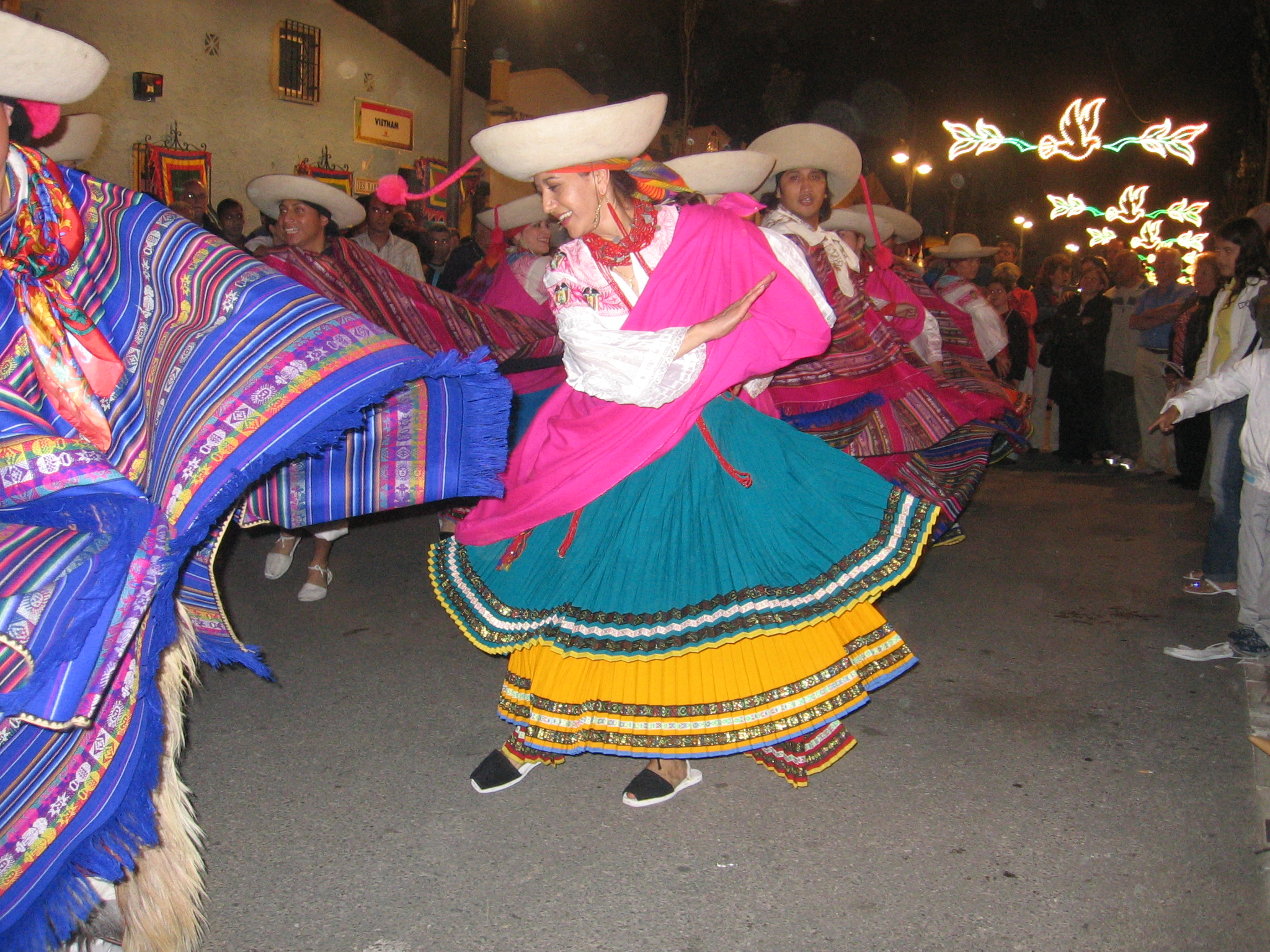
Grupo de Ecuador en la feria internacional de los pueblos 2006

### Eventos culturales
Las actividades del calendario cultural de Fuengirola se extienden a lo largo del año. Durante la temporada de invierno se concentran principalmente en la Casa de la Cultura y el Palacio de la Paz. Las actividades semanales incluyen teatro, presentación de libros, conferencias, música, baile, etc. Con la llegada del verano estas actividades se trasladan al auditorio Cristóbal Blanca del Moral, en el parque de España, y se extienden además al castillo Sohail, donde principalmente se desarrollan eventos musicales. En julio tiene lugar el festival de música y danza Ciudad de Fuengirola, celebrado en el castillo Sohail. También en este recinto se organizan el mercado medieval y la feria de la cerveza.
Las exposiciones tienen lugar principalmente en la Casa de la Cultura, que permanente acoge una, en la tenencia de alcaldía de Los Boliches, y en el Museo de la Ciudad, que organiza menos exposiciones pero de más duración. En algún momento se expone en alguna de las tres bibliotecas municipales. Otros eventos significativos son: el festival de cine de Fuengirola, la Feria Internacional de Muestras y la feria internacional de los pueblos, las dos últimas celebradas a últimos de abril y principios de mayo, y la Noche Viva en julio, con música en varias plazas del municipio, precios especiales en establecimientos hosteleros y los comercios abiertos hasta las 3:00 de la noche.
En la Casa de la Cultura se desarrollan del 15 de octubre hasta mediados de verano múltiples talleres (cerámica, pintura, encuadernación, grabado, tiffany, esmalte al fuego, restauración...) así como otros de carácter más educativo (inglés, alemán, acceso a la universidad, español para extranjeros...)
Respecto a los mercadillos, Fuengirola tiene el mayor de Andalucía, los martes en el recinto ferial. Hay un mercadillo de segunda mano en el mismo lugar que se instala todos los sábados por la mañana. Es un mercadillo muy famoso en la Costa del Sol donde se puede encontrar casi cualquier objeto. También otro mercadillo se encuentra los domingos en la zona del parque Doña Sofía, en la calle Méndez Núñez.

### Equipamiento cultural

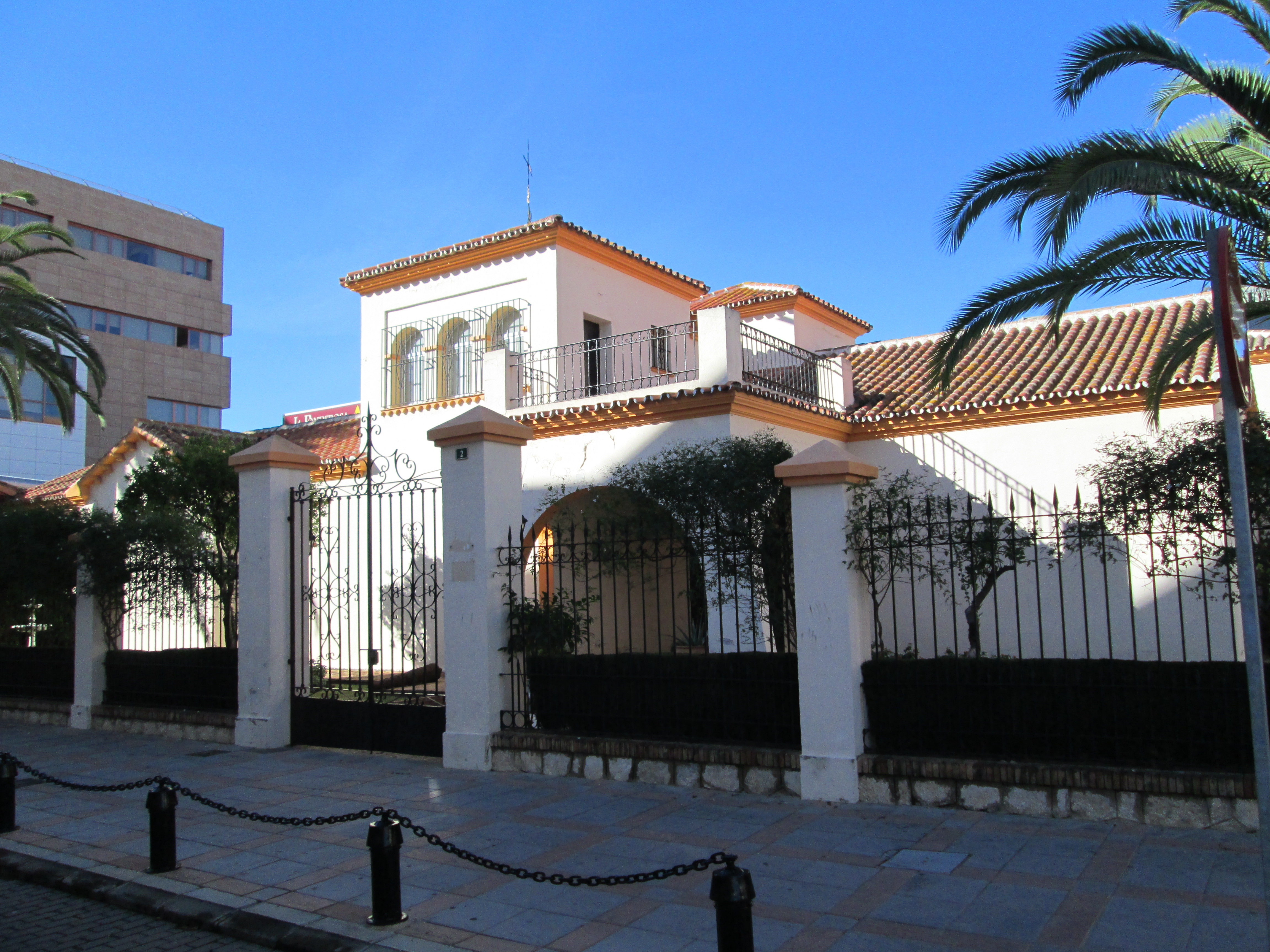
Museo de Historia

- Museo de Fuengirola: único museo de la ciudad, inaugurado en 2003.[52] Reunía una colección de vestigios relacionados con la historia de la ciudad procedentes en gran parte de los yacimientos del cerro de Suel, el castillo y la finca del Secretario. Está ubicado en la antigua casa del veterinairio oficial, situada en la plaza de España. Actualmente recoge exposiciones únicas de carácter extraordinario, como la dedicada a Japón, los Reyes Católicos o el mundo Playmobil.

- Museo Abierto: proyecto inaugurado en 1988, está integrado por murales de gran tamaño expuestos en las fachadas de diversos edificios del municipio. Entre otras, se exhiben obras de pintores como Manuel Barbadillo, Joaquín Peinado, Enrique Brinkmann, Escalona y José María Córdoba.[53]

- Palacio de la Paz: espacio multiusos para la representación de espectáculos teatrales y musicales, exposiciones y ponencias. Fue inaugurado en 2001.[54]
- Teatro Varietés: pequeño teatro que ofrece una programación exclusivamente en inglés. Es el único de Andalucía gestionado por residentes extranjeros.[55]
- Casa de la Cultura: contiene sala de exposiciones y salón de actos con un aforo de 165 personas. Se representan conferencias, conciertos, teatro, recitales, etc.[56]
- Plaza de toros de Fuengirola: está en el centro de Fuengirola y está en uso activo.
- Fuengirola tiene tres bibliotecas municipales: la biblioteca Central, la biblioteca Francisco de Quevedo, en Los Boliches, y la biblioteca Lope de Vega, en el barrio de El Boquetillo; y una cuarta estatal, situada en el Centro Oceanográfico de Málaga, en el puerto, especializada en estudios geológicos del litoral mediterráneo, biología pesquera, contaminación marina y otros temas marinos.[57]

### Fiestas populares
Las fiestas tradicionales incluyen cabalgata de reyes, carnaval, Semana Santa, la noche de San Juan y la romería de la Virgen del Rosario. En octubre, del 6 al 12 se celebra la feria y fiestas del Rosario, en la que son protagonistas el cante y el baile andaluz y las actividades ecuestres.
En la fiesta de la Virgen del Carmen de julio se celebran dos grandes eventos, por un lado procesiona la imagen de la Virgen del Carmen de Los Boliches, que sale desde la parroquia Santa Fe de Los Boliches y que se adentra en el mar a hombros de sus marineros, y la titular de la parroquia del Carmen del parque de España cuya Procesión tiene su momento culmen con la llegada al Barrio de Las Protegidas y el paseo de la Virgen por la orilla de la playa. Anteriormente la Virgen del Carmen del Parque realiza una novena en la que participan las principales hermandades de la ciudad y calles de la feligresía, además de un multitudinario rosario de la aurora.
Durante la Semana Santa salen a la calle en procesión cuatro cofradías: 
- Real, Muy Ilustre, Piadosa y Antigua Hermandad Sacramental y Cofradía de Nazarenos de Jesús en su Entrada Triunfal en Jerusalén, Nuestro Padre Jesús de la Pasión, María Santísima de la Esperanza y Nuestra Madre y Señora de la Soledad.
- Real Hermandad Sacramental y Cofradía de Nazarenos de Nuestro Padre Jesús Cautivo, María Santísima de los Dolores y Jesús Resucitado.
- Muy Ilustre y Venerable Hermandad y Cofradía de Nazarenos del Santísimo Cristo de la Caridad, el Santísimo Cristo Yacente de la Paz y la Unidad y María Santísima del Amor y Soledad.
- Cofradía Fusionada de Nuestro Padre Jesús Atado a la Columna, María Santísima de los Dolores, Santísimo Cristo de la Expiración, María Santísima de la Amargura y San Juan Evangelista.[cita requerida]

Durante el resto del año salen cuatro hermandades de gloria:
- Antigua y Venerable Archicofradía Sacramental de Nuestra Señora del Rosario Coronada, Patrona y Alcaldesa Perpetua de Fuengirola.
- Hermandad de Nuestra Señora del Rocío Filial de la Pontificia, Real e Ilustre Hermandad Matriz de Almonte.
- Hermandad de Nuestra Señora del Carmen de Los Boliches.
- Hermandad de Nuestra Señora del Carmen de Fuengirola.

### Gastronomía
Son platos típicos de Fuengirola los fideos a la banda, el pescaíto frito, los espetos (pescado, generalmente sardinas, a la brasa), la ensalada malagueña y las tortas de Fuengirola (receta tradicional). En cuanto a eventos gastronómicos, se realizan dos anualmente: la Feria de la tapa y las Jornadas gastronómicas gallegas.

### Escuela Oficial de Idiomas (EOI)
Fuengirola cuenta con centros públicos que imparten enseñanzas especializadas de idiomas y se ubican en el sistema educativo dentro de las enseñanzas de régimen especial.
La titulación de las EEOOII no da opción directamente a entrar en el mercado laboral, pero constituyen una herramienta sólida para demostrar los conocimientos lingüísticos que le pueden ayudar en su carrera profesional. Por otro lado, la titulación obtenida en una EOI tiene validez en todo el territorio nacional. Para el extranjero, debe ir acompañada de un certificado, expedido por la propia EOI, en la que se especifique el nivel del MCER al que equivale el título en cuestión.
Se imparten clases de alemán, francés e inglés. Asimismo, se imparten Cursos de Actualización Lingüística (C.A.L.) en inglés. Estos cursos se dirigen a profesorado de la Junta de Andalucía que imparte enseñanzas bilingües.
Así mismo, el idioma inglés puede estudiarse en las modalidades presencial, semipresencial (1.º y 2.º) y a distancia (That´s English!, so o hasta 3.º).

### Deporte

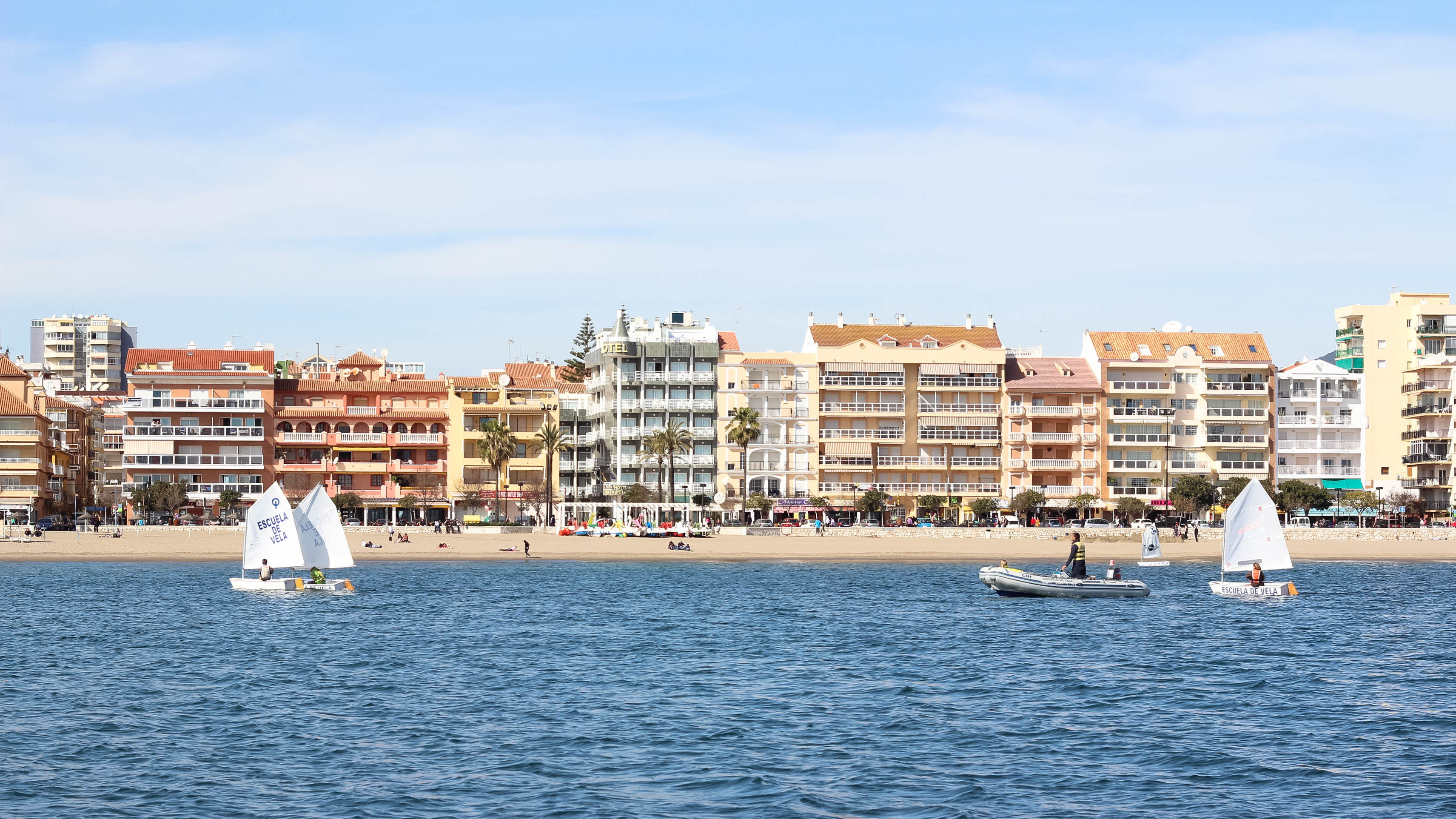
Regatas de Optimist en Fuengirola

Fuengirola cuenta con dos piscinas cubiertas, un campo de fútbol, tres instalaciones polideportivas municipales, una sala de esgrima, un skatepark y un gimnasio también administrado por el ayuntamiento, además de centros privados. Existen numerosos clubes deportivos como la Unión Deportiva Fuengirola Los Boliches, de fútbol, el racket club Fuengirola, el club de esgrima Fuengirola, el club de baloncesto Salliver Fuengirola o el club de patinaje artístico. El club de balonmano Fuengirola El Coto consiguió el ascenso a primera división del equipo sénior femenino en la temporada 2007/08, el subcampeonato de España juvenil femenino en ese mismo año y la consecución en dos temporadas consecutivas el campeonato provincial en Sénior masculino y el campeonato de España en Juvenil y Cadete. Destaca entre ellos el Club Náutico, que dispone de una escuela de vela y organiza competiciones periódicas, siendo la más importante la Regata de la Virgen del Carmen, que tiene lugar durante las festividades del mismo nombre. En este deporte, además, destacó la fuengiroleña Theresa Zabell, ganadora de cinco campeonatos del mundo (1985, 1992, 1994, 1995 y 1996) y de tres campeonatos de Europa (1991, 1992 y 1994), además de ser en tres ocasiones la número uno del ranking Mundial, catorce veces campeona de Semanas Olímpicas Internacionales, doce veces campeona de España y campeona olímpica en dos ocasiones, en Barcelona 92 y en Atlanta 96. El CUF Fuengirola (Club Unihockey Fuengirola) fue un equipo de Unihockey de gran nivel que jugaba en la máxima competición nacional (Liga Nacional Masculina).
En los 80, la alcaldía de la ciudad e inversores privados iniciaron un proyecto para crear un circuito urbano para albergar un Gran Premio de Fórmula 1. Se anunció que el presupuesto rondaba las 350 millones de pesetas y fue confirmado oficialmente en el calendario 1984, para el 21 de octubre, pero finalmente la carrera no se llevó a cabo por problemas de presupuesto.